# Hardwick (Massachusetts)
Hardwick é uma vila localizada no condado de Worcester no estado estadounidense de Massachusetts. No Censo de 2010 tinha uma população de 2.990 habitantes e uma densidade populacional de 28,26 pessoas por km².

## Geografia
Hardwick encontra-se localizado nas coordenadas 42° 21′ 12″ N, 72° 13′ 02″ O. Segundo o Departamento do Censo dos Estados Unidos, Hardwick tem uma superfície total de 105.79 km², da qual 99.94 km² correspondem a terra firme e (5.53%) 5.85 km² é água.

## Demografia
Segundo o censo de 2010, tinha 2.990 pessoas residindo em Hardwick. A densidade populacional era de 28,26 hab./km². Dos 2.990 habitantes, Hardwick estava composto pelo 96.82% brancos, o 0.94% eram afroamericanos, o 0.3% eram amerindios, o 0.2% eram asiáticos, o 0.07% eram insulares do Pacífico, o 0.37% eram de outras raças e o 1.3% pertenciam a duas ou mais raças. Do total da população o 1.77% eram hispanos ou latinos de qualquer raça.